# Provincia di Lodi
La provincia di Lodi è una provincia italiana della Lombardia di 230 556 abitanti, con capoluogo a Lodi.
Confina a nord con la città metropolitana di Milano, a est con la provincia di Cremona, a sud con l'Emilia-Romagna (provincia di Piacenza), a ovest con la provincia di Pavia e con l'exclave di San Colombano al Lambro (appartenente alla città metropolitana di Milano).
Fu istituita il 6 marzo 1992, a seguito dello scorporo di 61 comuni dalla allora provincia di Milano.
Nella provincia cinque comuni si fregiano del titolo di città: Lodi, Codogno, Casalpusterlengo, Sant'Angelo Lodigiano e Lodi Vecchio.

## Geografia fisica

### Territorio

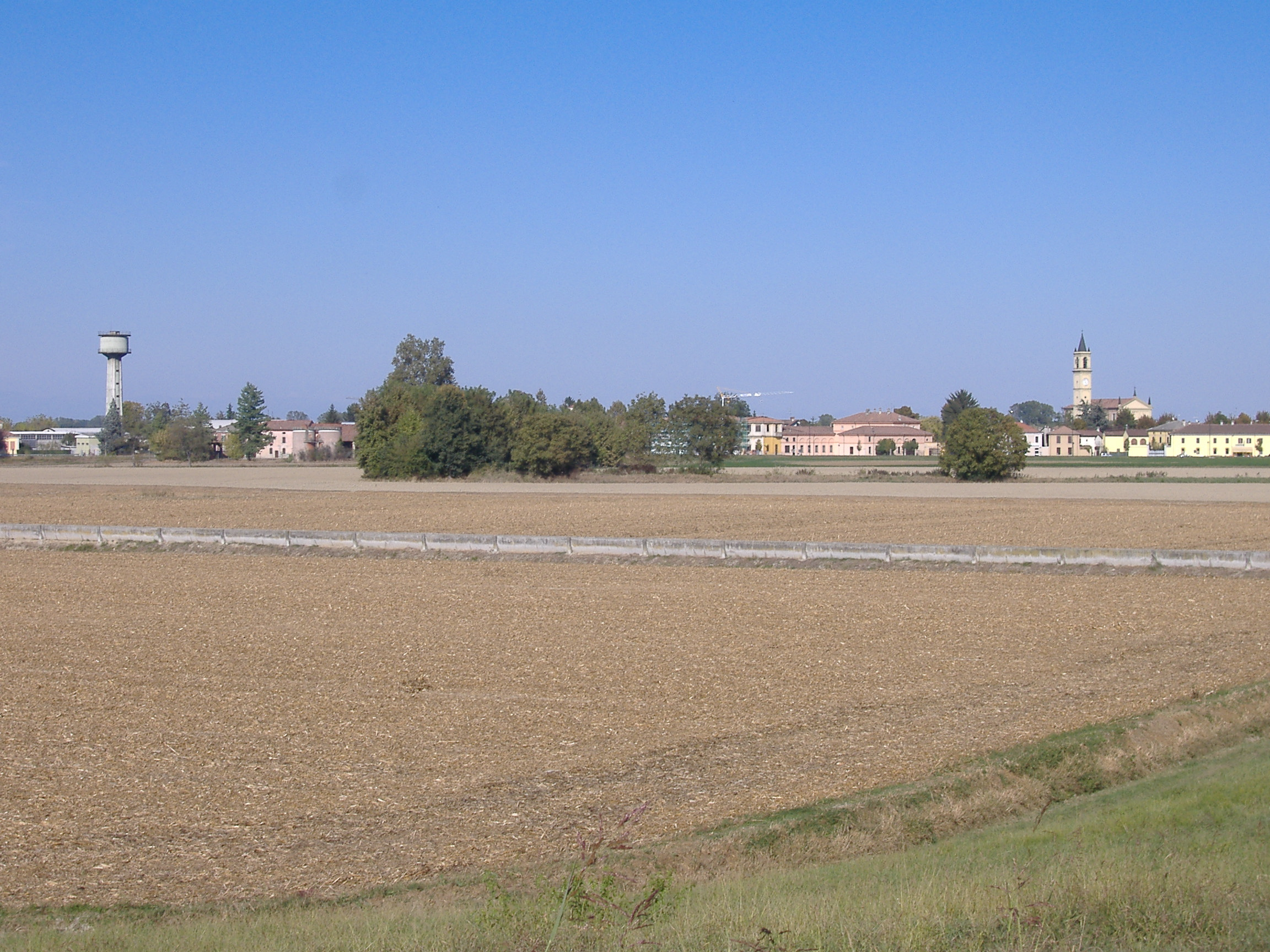
La pianura nei pressi di Caselle Landi

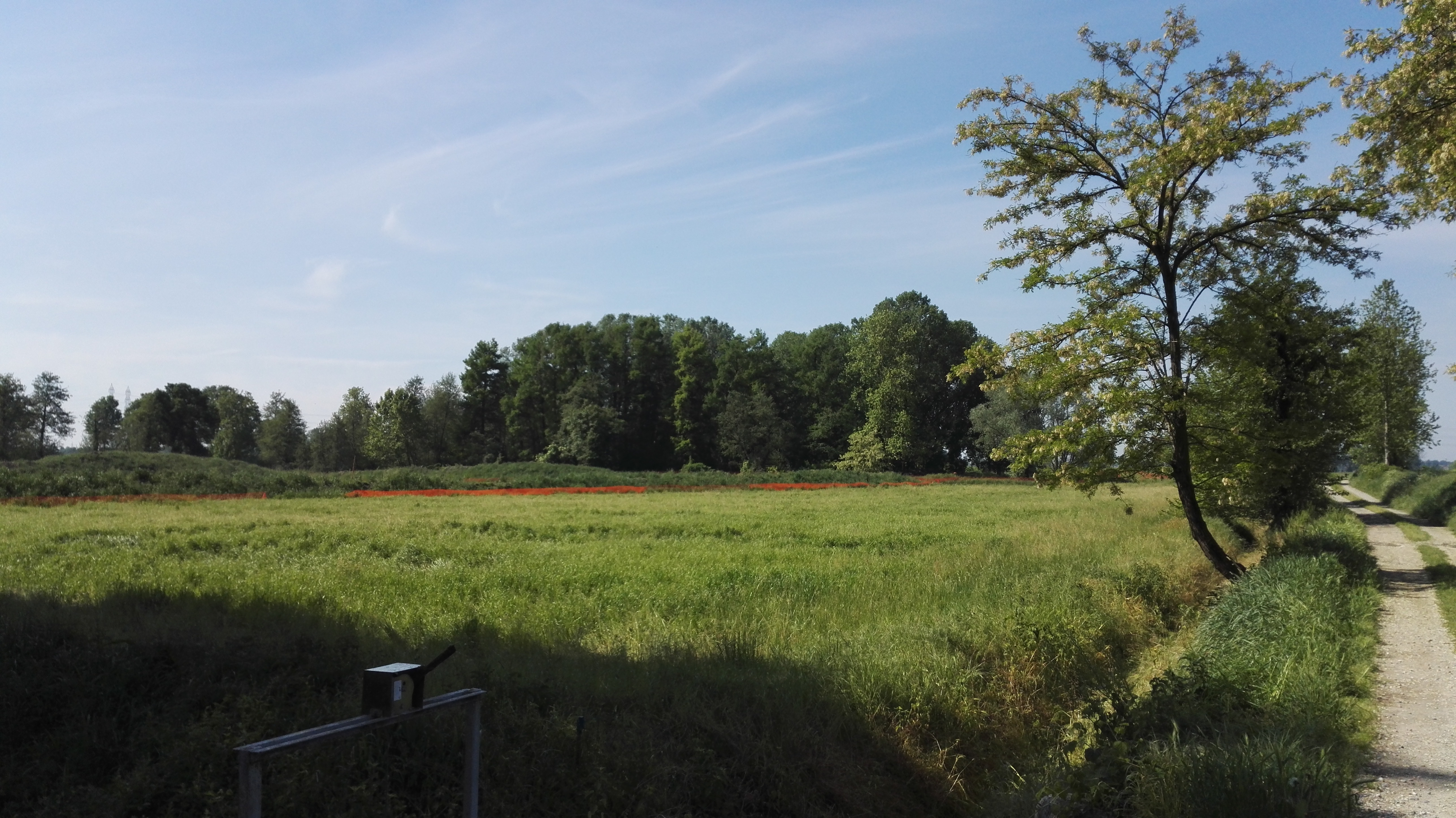
Foresta planiziale in località Cascina Isola Balba

La provincia di Lodi si estende nella Pianura Padana interamente a nord del fiume Po, con l'eccezione di alcune porzioni di terreno localizzate sulla sponda meridionale, tra queste la porzione più estesa si trova in comune di Caselle Landi, incuneata tra i comuni di Piacenza e Caorso appartenenti alla provincia di Piacenza, per circa 780 km², a est è delimitata dalla riva destra dell'Adda, fatta eccezione per una parte del capoluogo e dei limitrofi comuni di Abbadia Cerreto, Boffalora d'Adda, Corte Palasio e Crespiatica e, a ovest, dalla sponda sinistra del Lambro Meridionale prima e del Lambro poi, con l'eccezione dei comuni di Sant'Angelo Lodigiano e Graffignana. Il confine nord è, invece, perlopiù convenzionale, tranne alcuni tratti, come quello tra i comuni di Truccazzano e Comazzo dove è delimitato dal torrente Molgora.
Il territorio è composto quasi interamente dalla Pianura Padana, inclinata leggermente da nord a sud-est con declivio circa dell'1.5 per mille. Il terreno è tipicamente alluvionale, generalmente composto di arena o siliceo calcarea, o argilloso silicea e calcarea che unita a strato di carbonato di calcio, mista spesso ad allumina, forma la crosta vegetale o arabile.

### Orografia

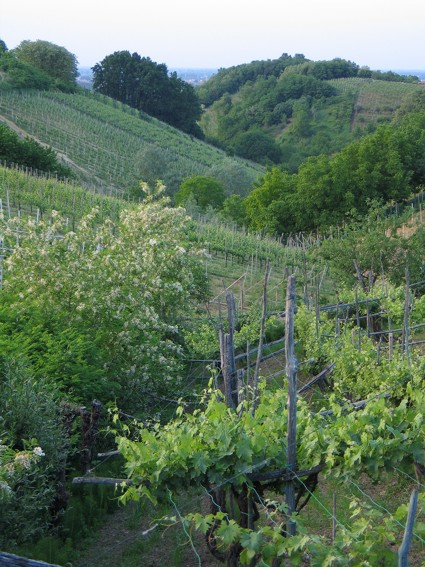
La collina di San Colombano al Lambro

L'unico rilievo presente nella provincia è la collina di San Colombano al Lambro, posta nei pressi dell'omonimo comune exclave della città metropolitana di Milano; la collina è un'elevazione isolata che si innalza rispetto alla pianura Padana formata da materiali argillosi e calcarei di epoca pliocenica posti sotto ad uno strato di sedimenti di origine alluvionale. Il profilo della collina suggerisce che essa sia l'unica parte rimanente di un più esteso territorio collinare successivamente eroso a seguito dell'azione dei fiumi. La collina raggiunge un'elevazione massima di 147 m s.l.m.

### Idrografia

#### Fiumi

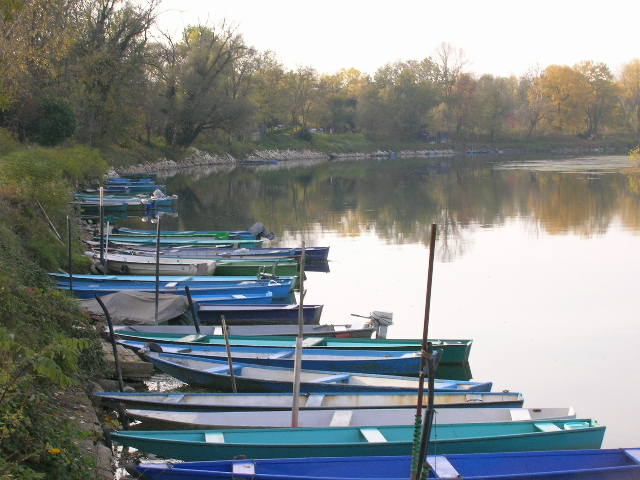
L'Adda a Lodi

Il territorio della provincia è interamente compreso nel bacino idrografico del fiume Po e vi tributa per mezzo dei suoi affluenti Lambro e Adda. Appartiene al bacino del Lambro il Lambro meridionale, mentre al bacino dell'Adda appartengono la Molgora e il Tormo. Sono, inoltre, presenti numerosi canali artificiali tra i quali i principali sono il Brembiolo e il canale della Muzza. Appartiene alla provincia di Lodi, al comune di Caselle Landi, anche un breve tratto del torrente Nure, affluente di destra del Po, nei pressi della sua foce. Sono infine presenti numerose risorgive.

#### Laghi
Non esistono nella provincia laghi di rilievo, tuttavia in epoca medievale la parte orientale della provincia (compreso il capoluogo) era lambita dal lago Gerundo: il cui territorio paludoso e insalubre fu bonificato e trasformato in una delle regioni più fertili d'Europa grazie alle opere di ingegneria idraulica e al lavoro dei monaci cistercensi e benedettini

### Clima
Il clima del territorio lodigiano, analogamente al resto della val Padana, presenta peculiarità riconducibili all'area continentale: le estati sono molto calde e caratterizzate dal fenomeno dell'afa (in base ai dati relativi al periodo di riferimento 1961-1990, la temperatura massima media della stagione estiva si attesta a 29,7 °C); invece gli inverni sono spesso freddi (la temperatura minima media è pari a −0,8 °C) e sono diffuse le nevicate, raramente di grossa portata. Fenomeno molto frequente durante il semestre invernale è la nebbia, che talvolta può persistere per giorni a causa dell'assenza di venti sinottici a livello del suolo. L'autunno e la primavera sono le stagioni in cui si registrano le maggiori precipitazioni.

## Storia
Sebbene istituita nel 1992, le origini storiche di questa provincia ben inserita in una tipologia ambientale omogenea di bassa pianura e delimitata da grandi fiumi, risalgono almeno a 2 millenni fa.
Il primo riconoscimento giuridico si ebbe nell'89 a.C. con Gneo Pompeo Strabone, il quale concesse la cittadinanza latina agli abitanti di Laus Pompeia, mentre nel 49 a.C. Giulio Cesare concesse agli stessi la cittadinanza romana. Il territorio era conosciuto come ager laudensis.
Nel 374 nacque la diocesi di Lodi, dando al territorio Lodigiano unitarietà sotto la rispetto religioso.
Nel basso Medioevo furono avviate importanti opere di bonifica delle estensioni paludose presenti in buona parte del territorio tramite consistenti opere di ingegneria idraulica, che resero il Lodigiano una delle terre maggiormente fertili dell'intera Europa.

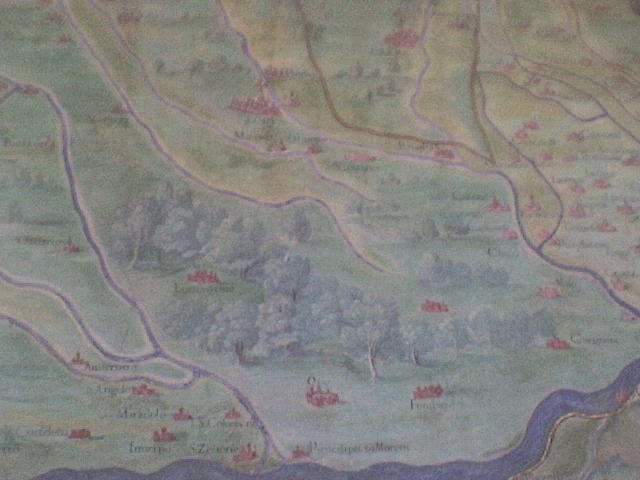
Provincia di Lodi nel medioevo da un affresco nei Musei Vaticani

Nei secoli successivi all'età dei comuni, al territorio venne riconosciuta dai vari dominatori una certa libertà amministrativa, ad esempio tramite l'istituzione del contado di Lodi. Nel XIII secolo Piacenza espanse i propri domini verso nord: i territori di San Rocco al Porto, Guardamiglio e Fombio entrarono a farvi parte nel 1225, seppure si trovassero alla destra orografica del Po già in epoca altomedievale; la zona di Caselle Landi fu annessa invece nel 1262, mentre Retegno fu a lungo conteso fra Piacenza e Lodi. Nel 1492 gli abitanti di Codogno ottennero lo status di cittadini di Piacenza.
Solamente con l'inizio della dominazione austriaca, nel XVIII secolo, si assistette ad un riconoscimento delle peculiarità del territorio Lodigiano che portò il contado ad essere elevato in provincia nel 1757, assumendone formalmente il nome nel 1786, a seguito della riforma amministrativa voluta da Giuseppe II.
Dopo la parentesi napoleonica, durante la quale venne prima costituito il dipartimento dell'Adda nel 1797, dipartimento poi annesso al dipartimento dell'Alto Po con capoluogo Cremona, nel 1816 venne ripristinata la provincia, che acquisì anche il territorio Cremasco e prese il nome di provincia di Lodi e Crema.
Nel settembre 1859 il governo del Regno di Sardegna, al quale tre mesi prima era stata annessa la Lombardia, decise, tramite il decreto Rattazzi, l'abolizione dell'ente provinciale. A partire da quel momento vennero avanzate a più riprese richieste al governo italiano per chiedere la ricostruzione della provincia, che, tuttavia, non venne ricreata: il territorio lodigiano fu degradato a circondario della provincia di Milano, anch'esso, poi, soppresso nel 1927 insieme a tutti gli altri circondari italiani.
Durante il secondo dopoguerra il Lodigiano, territorio che durante il ventennio fascista era passato attraverso una fase di stasi, iniziò il recupero delle tradizioni e dell'identità locale: alla fine degli anni quaranta venne costituita l'ATSIL, associazione di tutela e sviluppo del Lodigiano, mentre nel 1959 nacque il progetto di costituire un consorzio tra i comuni lodigiani nell'ambito della provincia di Milano; questo consorzio verrà effettivamente costituito il 4 maggio 1965 con decreto prefettizio.
L'ipotesi di concedere maggiore autonomia al territorio iniziò a prendere piede dal 1970, a seguito della costituzione delle regioni. Il 6 marzo 1975 venne istituito dalla regione Lombardia il circondario di Lodi, sorta di riconoscimento regionale del raggiungimento da parte del territorio dei requisiti per la richiesta di creazione di una provincia.
Tra il 15 gennaio e il 16 gennaio 1992 la Camera dei deputati e il Senato della Repubblica votano favorevolmente riguardo all'istituzione della provincia di Lodi. Il 27 febbraio successivo il Consiglio dei ministri delibera l'approvazione della costituzione del nuovo ente. Il giorno successivo anche la regione Lombardia esprime il proprio parere favorevole. La provincia venne ufficialmente istituita, tramite un decreto legislativo, il 6 marzo 1992 da parte del presidente della repubblica.
Nello stesso anno era stato indetto a Codogno un referendum popolare sull'adesione al nascituro ente provinciale. La consultazione vide l'89% dei cittadini votare "no", testimoniando la volontà dei codognesi di restare nella provincia di Milano. Nonostante ciò, il referendum di Codogno, così come quello della vicina Fombio, non trovò applicazione, e la città venne comunque inserita all'interno della provincia di Lodi. Al contrario, altri comuni, come San Colombano al Lambro, Cerro al Lambro, San Zenone al Lambro e Dovera riuscirono a vedere applicata la volontà popolare, restando nelle province di appartenenza (Milano e Cremona).
L'ente provinciale entrò poi pienamente in funzione nel maggio 1995.

### Referendum consultivi sulla fusione di comuni
La tabella riepiloga i referendum consultivi per la fusione di comuni tenutisi a partire dal 1º dicembre 2013. In grassetto sono indicati i comuni che hanno approvato il quesito.
| Data del referendum | Comuni              | Iscritti  | Percentuale Elettiva | Favorevoli    | Contrari      | Denominazione nuovo comune | Data di istituzione                           |
| ------------------- | ------------------- | --------- | -------------------- | ------------- | ------------- | -------------------------- | --------------------------------------------- |
| 15 novembre 2015    | Maleo Cornovecchio  | 2 620 189 | 11.7% 70.07%         | 87% 31%       | 13% 69%       | Maleo                      | richiesta non accolta dal consiglio regionale |
| 22 ottobre 2017     | Camairago Cavacurta | 654 835   | 62.92% 63.82%        | 80.25% 81.85% | 19.74% 16.09% | Castelgerundo              | 1º gennaio 2018                               |

### Simboli
Stemma
Gonfalone

## Monumenti e luoghi d'interesse

### Architetture religiose

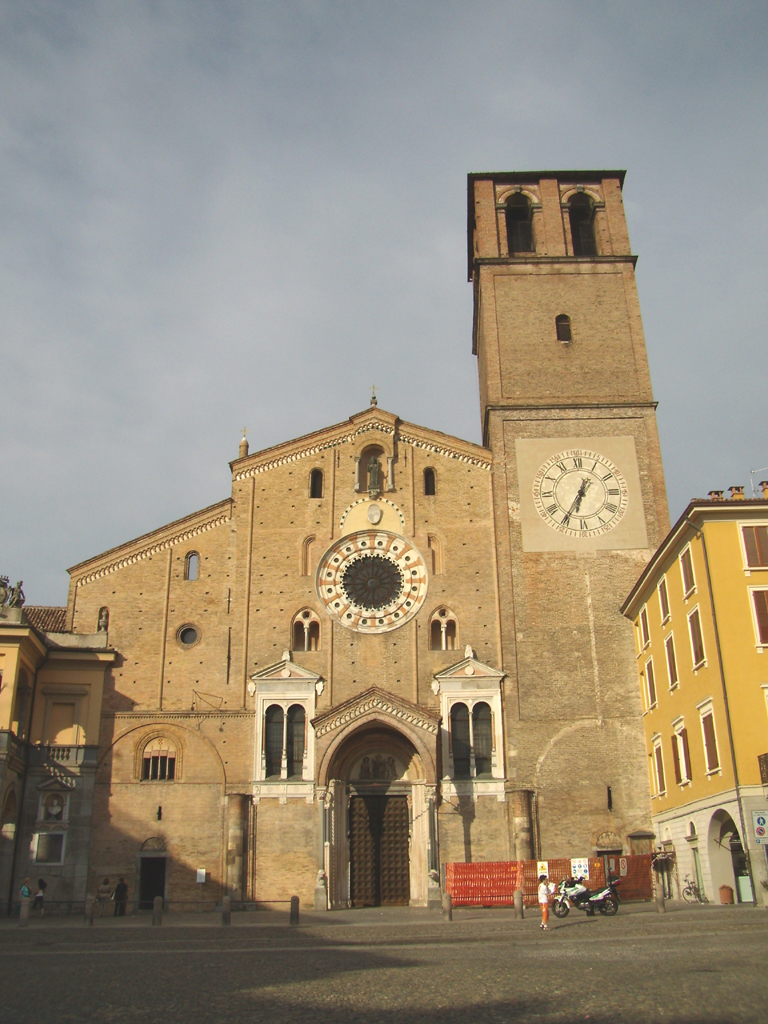
La facciata del duomo di Lodi

- Cattedrale di Lodi: Costruito tra il 1158 e il 1284[26]. La facciata tipicamente romanica[27], pur essendo caratterizzata da un alto protiro gotico e da un grande rosone rinascimentale[28]; il campanile, realizzato fra il 1538 e il 1554 su progetto del lodigiano Callisto Piazza, rimase incompiuto per motivi di sicurezza militare[29]. Nella cripta sono conservate le spoglie del patrono san Bassiano[27].
- Tempio Civico della Beata Vergine Incoronata a Lodi: capolavoro del Rinascimento lombardo e rappresenta il monumento più prestigioso della città sotto il profilo artistico[30][31][32]. Progettato nel 1488 da Giovanni Battagio, fu costruito a spese del comune come espressione della religiosità popolare sul luogo di un postribolo[32]. Il tempio si presenta come una piccola costruzione a pianta ottagonale, coperta da una cupola a otto spicchi sormontata da una lanterna; il campanile a punta e la facciata furono completati in epoche successive[33].
- Basilica dei XII Apostoli a Lodi Vecchio, costruita nel XIV secolo secondo lo stile gotico lombardo sulla preesistente Basilica Apostolorum consacrata nel 378 da San Bassiano, all'epoca vescovo di Lodi, che vi fu poi sepolto. Le spoglie furono poi trasferite nel duomo di Lodi in seguito alla fondazione della nuova città.
- Oratorio di San Biagio in Rossate a Comazzo, costruito da Bartolomeo Suardi seguendo le influenze della scuola bramantesca tra la fine del XV secolo e l'inizio del XVI secolo. Caratterizzata da una planimetria a base quadrata, con una coppia di cappelle laterali a sezione poligonale, abside e sacrestia a pianta quadrata[34].
- Chiesa di San Biagio e Santa Maria Immacolata a Codogno, realizzata tra il XV e il XVI secolo con una pianta a croce latina presenta una facciata di stile rinascimentale-barocca. La navata centrale presenta una volta a botte e costoloni, mentre quelle laterali presentano volte a crociera[35].

### Architetture civili

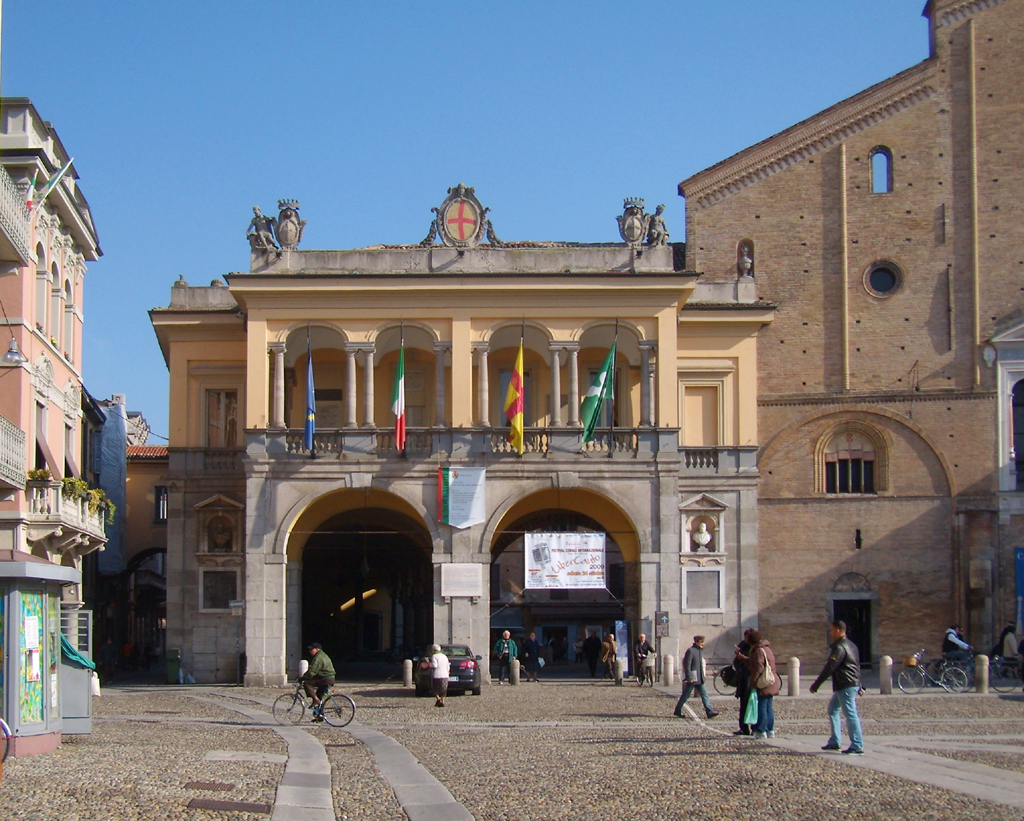
Palazzo Broletto

- Palazzo Broletto a Lodi, edificato nel 1284 a fianco della cattedrale, dopo numerosi rimaneggiamenti si presenta in forme neoclassiche, come risulta evidente dal porticato e dalla loggia superiore, su cui si affaccia la sala del consiglio comunale[36]. Ai due lati del portico sono collocati il busto di Gneo Pompeo Strabone, che attribuì il titolo di municipium a Laus Pompeia (a sinistra), e quello di Federico Barbarossa, fondatore di Laus Nova (a destra)[36].
- Palazzo Mozzanica a Lodi: Sorto nella seconda metà del XV secolo[37], è il migliore esempio di dimora patrizia lodigiana[38]. La facciata è caratterizzata dalla presenza di una fascia marcapiano in terracotta, decorata con corone floreali e figure della mitologia marina[39]; il portale è adornato da medaglioni che raffigurano Gian Galeazzo Visconti, Isabella d'Aragona, Francesco e Bianca Maria Sforza[38]. Il piano superiore è ricco di affreschi[38]. Secondo lo storico Giovanni Agnelli[40], vi soggiornò Francesco I re di Francia durante l'estate del 1509[41].
- Centro direzionale della Banca Popolare di Lodi a Lodi: Progettato da Renzo Piano e sorto nei pressi della stazione ferroviaria a pochi passi dal centro storico, si sviluppa su oltre 3000 m² e rappresenta la costruzione più interessante della città sotto il profilo architettonico tra quelle della seconda metà del Novecento[42][43]. È stato scelto come ambientazione per alcuni spot pubblicitari[44].
- Villa Biancardi a Codogno, costruita in stile Liberty alla fine dell'Ottocento. Presenta una pianta irregolare con tetti a padiglione con rivestimento in tegole portoghesi. Nel corpo principale dell'edificio sono presenti una torretta angolare sul lato posteriore e due rialzi ai lati della facciata principale[45].
- Villa Biancardi a Zorlesco di Casalpusterlengo, edificata per volontà di Serafino Biancardi ai primi del Novecento sulla zona precedentemente occupata dal castello, in stile Liberty eclettico con rimandi all'arte medievale, gotica e rinascimentale. Divenuta di proprietà del comune di Casalpusterlengo nel 1972, cadde in una situazione di degrado fino al 1998 quando iniziarono i lavori di ristrutturazione guidati dall'architetto Paolo Mascheroni[46].
- Villa Litta Carini ad Orio Litta, costruita dall'architetto Giovanni Ruggeri per volere del conte Antonio Cavazzi della Somaglia a partire dalla seconda metà del XVII secolo. Tra la fine del secolo e il 1749 fu ampliata secondo le volontà di Paolo Dati, pronipote del conte Cavazzi, trasformandola in reggia e luogo di ritrovo dei letterati dell'epoca. Divenuta di proprietà della famiglia Litta alla fine dell'Ottocento fu frequentata da personaggi noti come re Umberto I e Giacomo Puccini[47].

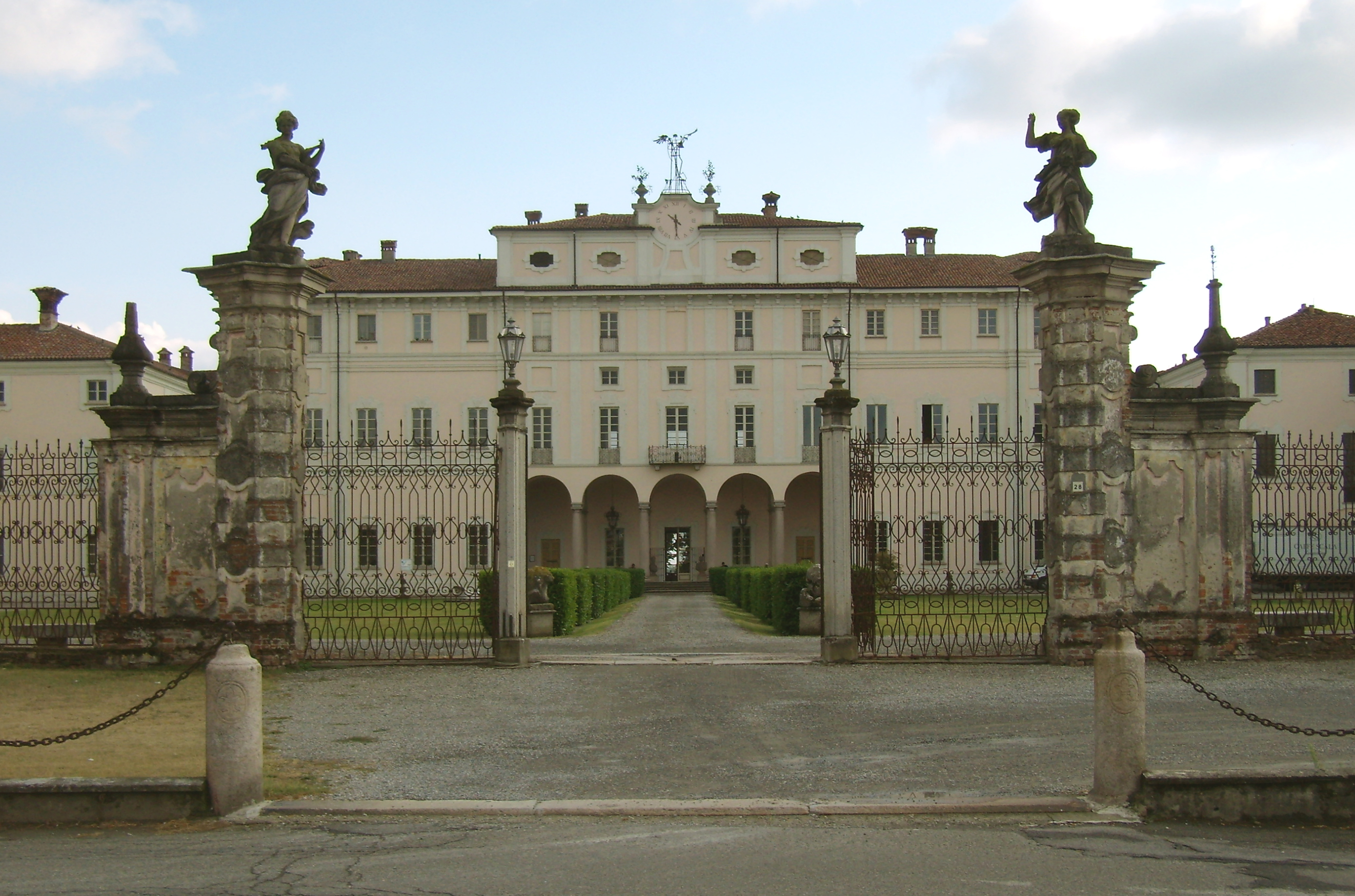
Villa Litta

- Villa Pertusati, sede del municipio di Comazzo, progettata dall'architetto Francesco Croce, mentre il giardino è opera di Carlo Croce[48], che si occupò anche della sistemazione idraulica[49].

### Architetture militari

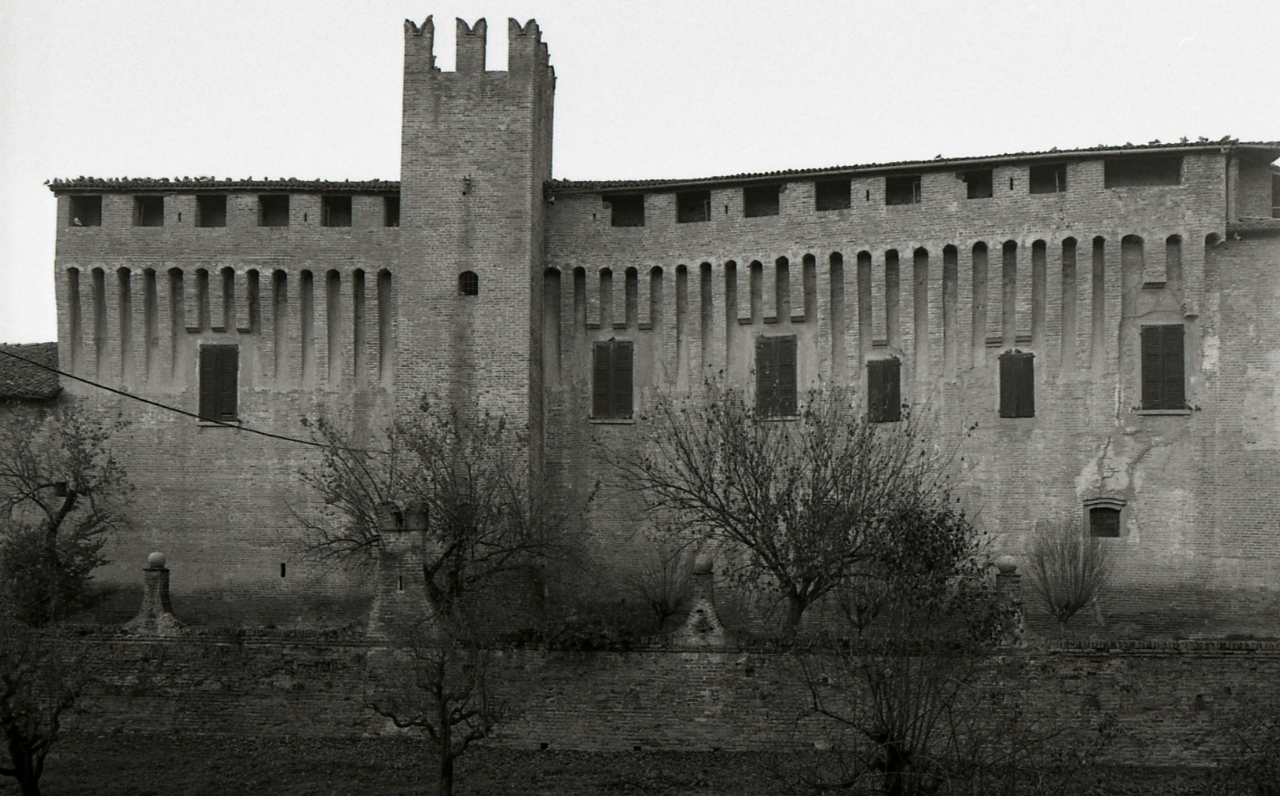
Il castello di Maccastorna

- Castello Visconteo e Torrione di Lodi, tipica fortezza medievale, andata in buona parte distrutta; il suo alto e massiccio Torrione è uno dei simboli più noti della città[50]. L'edificio non può essere visitato poiché è occupato dagli uffici della questura.
- Castello di Maccastorna, costruito attorno al 1250 a protezione di un guado sul fiume Adda da ghibellini in fuga da Cremona, fu in seguito espugnata e distrutta da truppe guelfe, le quali decisero poi di ricostruirla. Originariamente presentava otto torri perimetrali, tuttavia cinque di queste furono negli anni ribassate al livello delle mura perimetrali[51].
- Castello di Maleo, risalente al Cinquecento, si compone di un corpo principale, uno secondario, la cinta muraria esterna ed il parco dove è presente un laghetto naturale. Il corpo principale, costituito da un edificio a due piani più uno interrato dispone di una cappella privata, un grande loggiato colonnato, uno scalone d’onore, alcuni camini ed una serie di volte affrescate ad opera di Bernardino e Giulio Campi[52].
- Castello di Sant'Angelo Lodigiano, costruito nel XIII secolo dalla Signoria di Milano, per poi essere trasformato in dimora estiva da Regina della Scala. Fu poi donato alla famiglia Bolognini da Francesco Sforza. Ai primi del Novecento fu oggetto di restauri per volere di Gian Giacomo Morando Bolognini; 1933 la vedova Lydia Caprara Morando Bolognini ordinò altri lavori per farne sede della Fondazione Morando Bolognini e dei musei Morando Bolognini, del pane e della storia dell'agricoltura[53].

### Siti archeologici
- Area archeologica di Lodi Vecchio, nella zona, dove si trovava il foro dell'antica Laus, sono parzialmente visibili i resti d'epoca romana appartenenti al teatro e all'anfiteatro. Sono altresì visibili i resti della cattedrale di Santa Maria, fondata nel V secolo su preesistenti edifici romani e poi definitivamente demolita nel 1879[54].

### Aree naturali

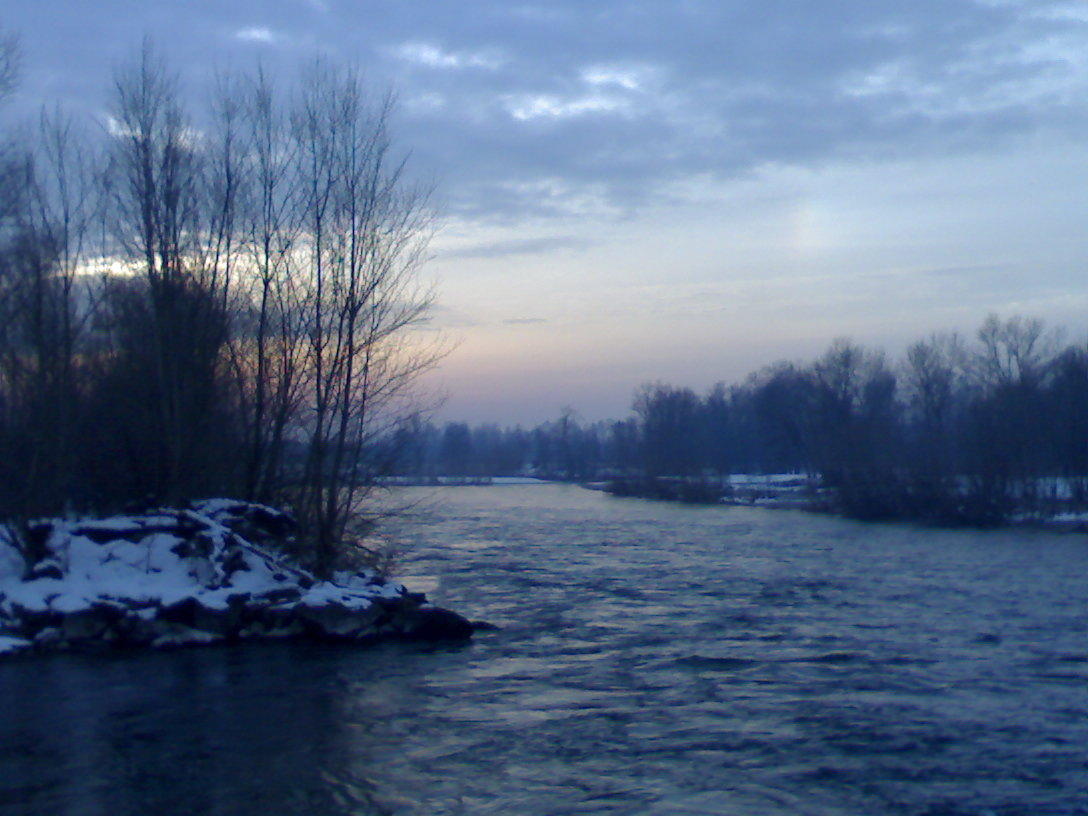
Bosco sulle rive dell'Adda nel parco dell'Adda Sud

- Riserva naturale Adda Morta - Lanca della Rotta, situata lungo il corso dell'Adda morta, ramo abbandonato senza più collegamento col fiume Adda, tra i comuni di Castiglione d'Adda e Formigara, quest'ultimo nel cremonese, occupa una superficie di 115 ha[55]. A Castiglione si trova un centro visite del parco Adda Sud[56].
- Parco dell'Adda Sud, si estende lungo il basso corso del fiume Adda da Rivolta d'Adda, nel cremonese, fino alla foce in comune di Castelnuovo Bocca d'Adda, comprendendo 35 comuni tra le province di Lodi e Cremona. Comprende zone umide (lanche e morte) e boschi igrofili insieme ad ampi territori agricoli[57]. Sono presenti un centro a Villa Pompeiana, frazione di Zelo Buon Persico, ricavato dall'ex oratorio di San Michele, a breve distanza dalla Riserva Naturale il Mortone, un'area umida di 30 ettari dove scorreva un antico alveo del fiume Adda caratterizzato dalla presenza di canne palustri e di affioramenti d'acqua meta di varie specie di uccelli[58], e da un centro visite a Castiglione nei pressi della riserva dell'Adda Morta[56].
- Bosco del Belgiardino, piccola oasi naturalistica situata sulle rive dell'Adda[59][60], al confine tra Lodi e Montanaso Lombardo; dall'area hanno origine numerosi sentieri che permettono di visitare i boschi circostanti, parzialmente trasformati in orto botanico[59], in cui inoltre vivono uccelli acquatici come gallinelle d'acqua, germani reali, cigni, aironi e tuffetti[61]. Durante l'estate diventa un centro ricreativo grazie alla presenza di una piscina gestita dal Comune di Lodi[59].

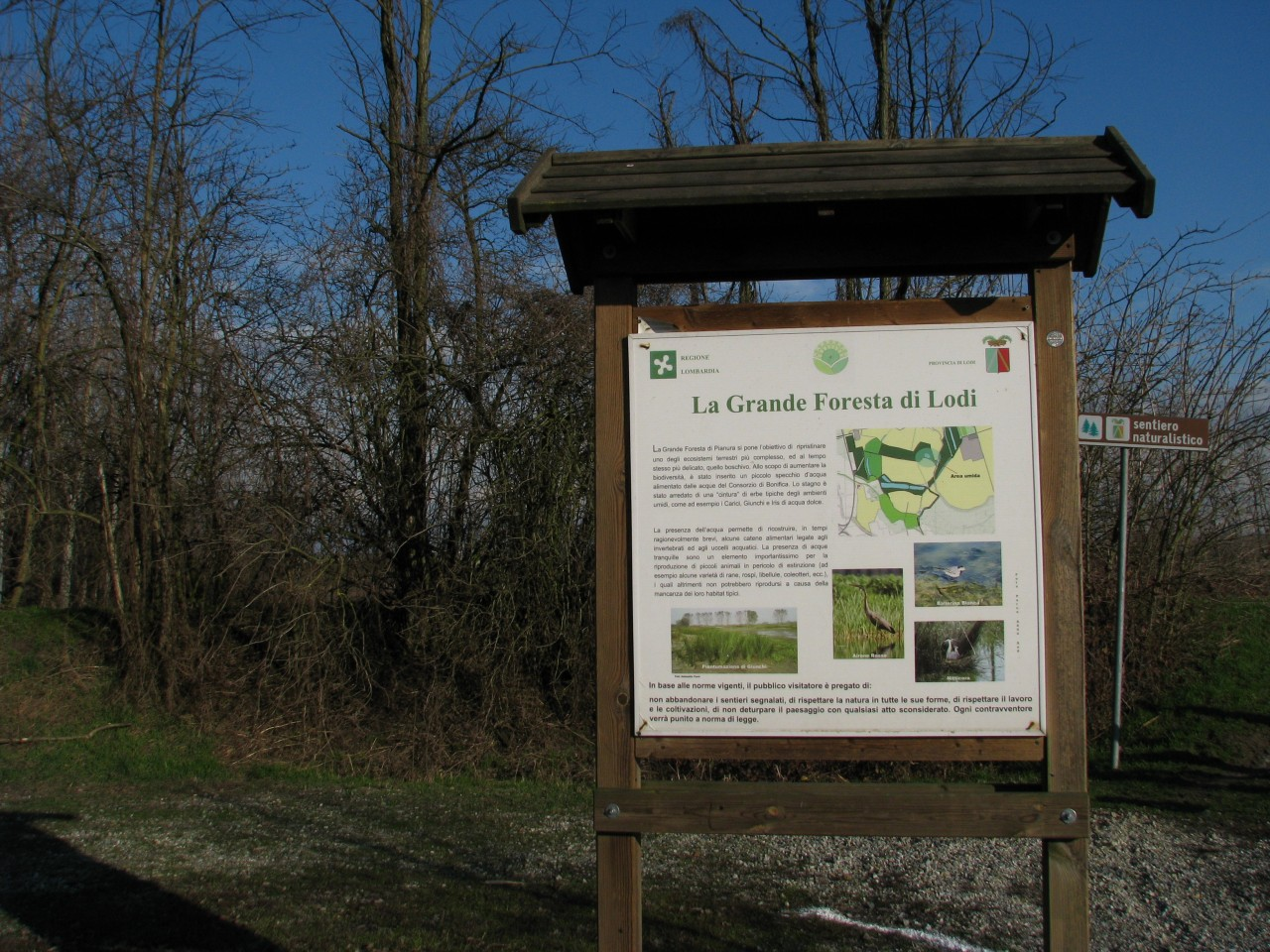
Nucleo del bosco Valle Grassa-Coldana-Sant'Antonio presso la Cascina Costino

- Bosco Valle Grassa-Coldana-Sant'Antonio, situato nel capoluogo, è un'area di notevole interesse naturalistico, realizzata a cura della provincia tramite un finanziamento regionale[62]. Situato nelle vicinanze del centro abitato, può essere visitato grazie alla presenza di percorsi ciclopedonali[62]. Si tratta di un rimboschimento realizzato con specie arboree e arbustive autoctone[63], con destinazione giuridica permanente a bosco[64].
- Parco della Collina di San Colombano, situato tra il comune omonimo appartenente alla città metropolitana di Milano e i comuni lodigiani di Graffignana e Sant'Angelo Lodigiano e quelli pavesi di Inverno e Monteleone e Miradolo Terme, ha un'estensione di 1440 ha, e raggiunge un'altezza massima di 147 m s.l.m[65].
- Parco del Tormo, situato lungo il corso dell'omonimo fiume, occupa una superficie di 4406 ha tra i comuni di Abbadia Cerreto, Crespiatica, Corte Palasio e le province di Bergamo e Cremona, è caratterizzato da un'estesa rete idrografica composta, oltre che dal Tormo da altri corsi d'acqua originati da risorgive[66].
- Riserva Naturale Monticchie, situata nel comune di Somaglia, nelle vicinanze di un'ansa del Po interrata, nacque negli anni 80 per proteggere un territorio che, abbadnonato dagli agricoltori tra gli anni 50 e 60 poiché non più redditizio, era stato rinaturato dalla vegetazione spontanea grazie alla presenza di risorgive di terrazzo. Al suo interno si possono trovare diverse specie animali come volpe, cinghiale e capriolo oltre a specie vegetali come la quercia[67].

## Società

### Evoluzione demografica
La tabella seguente riporta l'evoluzione del numero dei residenti nella provincia dal 2001 al 2022:
| Anno | Residenti |
| ---- | --------- |
| 2001 | 198 020   |
| 2002 | 201 554   |
| 2003 | 205 449   |
| 2004 | 209 129   |
| 2005 | 211 986   |
| 2006 | 215 386   |
| 2007 | 219 670   |
| 2008 | 223 630   |
| 2009 | 225 825   |
| 2010 | 227 655   |
| 2011 | 223 659   |
| 2012 | 225 798   |
| 2013 | 229 082   |
| 2014 | 229 576   |
| 2015 | 229 413   |
| 2016 | 229 338   |
| 2017 | 229 765   |
| 2018 | 226 949   |
| 2019 | 227 412   |
| 2020 | 227 343   |
| 2021 | 227 327   |
| 2022 | 228 136   |

### Etnie e minoranze straniere
Al 31 dicembre 2019 nel territorio provinciale risultano essere residenti 27 219 stranieri (13 531 uomini e 13 688 donne), pari all'11.97% dell'intera popolazione.
Di sotto sono riportate le dieci comunità numericamente più rilevanti, con il valore assoluto degli abitanti e quello relativo sul totale della popolazione residente:
- Romania: 7 819 (3.44% della popolazione)
- Egitto: 3 093 (1.36% della popolazione)
- Albania: 2 306 (1.01% della popolazione)
- Marocco: 2 187 (0.96% della popolazione)
- India: 1 222 (0.54% della popolazione)
- Ecuador: 809 (0.36% della popolazione)
- Nigeria: 789 (0.35% della popolazione)
- Tunisia: 757 (0.33% della popolazione)
- Cina: 743 (0.33% della popolazione)
- Perù: 628 (0.28% della popolazione)

### Lingue e dialetti
In provincia è parlato il dialetto lodigiano, facente parte della lingua lombarda e, più precisamente, del ramo occidentale. Spostandosi dal capoluogo verso Milano, Pavia, Cremona e Piacenza il dialetto varia assumendo forme che si avvicinano via via ai dialetti delle città confinanti. Queste differenze sono evidenti specialmente nella parte meridionale della provincia a sud di Casalpusterlengo dove il dialetto include forti somiglianze con il piacentino.

### Religione
Nella giurisdizione ecclesiastica della Chiesa cattolica, il territorio della provincia coincide con l'area della diocesi di Lodi. Essa è suddivisa in 6 vicariati e comprende, oltre a al lodigiano, anche alcuni comuni della città metropolitana di Milano, della provincia di Cremona e il comune di Miradolo Terme in provincia di Pavia.

### Istituzioni, enti e associazioni

#### Sanità
Il più importante centro sanitario della provincia è l'ospedale Maggiore di Lodi. Questi i principali presidi ospedalieri provinciali:
- Ospedale Maggiore di Lodi;
- Ospedale di Casalpusterlengo;
- Ospedale civico di Codogno;
- Ospedale di Sant'Angelo Lodigiano;

### Qualità della vita
| Anno | Qualità della Vita (Sole 24 Ore) | Qualità della Vita (Italia Oggi) |
| ---- | -------------------------------- | -------------------------------- |
| 2004 | 73ª (- 17)                       | 44ª (+ 8)                        |
| 2005 | 59ª (+ 14)                       | 24ª (+ 20)                       |
| 2006 | 42ª (+ 17)                       | 35ª (- 11)                       |
| 2007 | 48ª (- 6)                        | 28ª (+ 7)                        |
| 2008 | 60ª (- 12)                       | 84ª (- 56)                       |
| 2009 | 68ª (- 8)                        | 27ª (+ 57)                       |

## Cultura

### Università

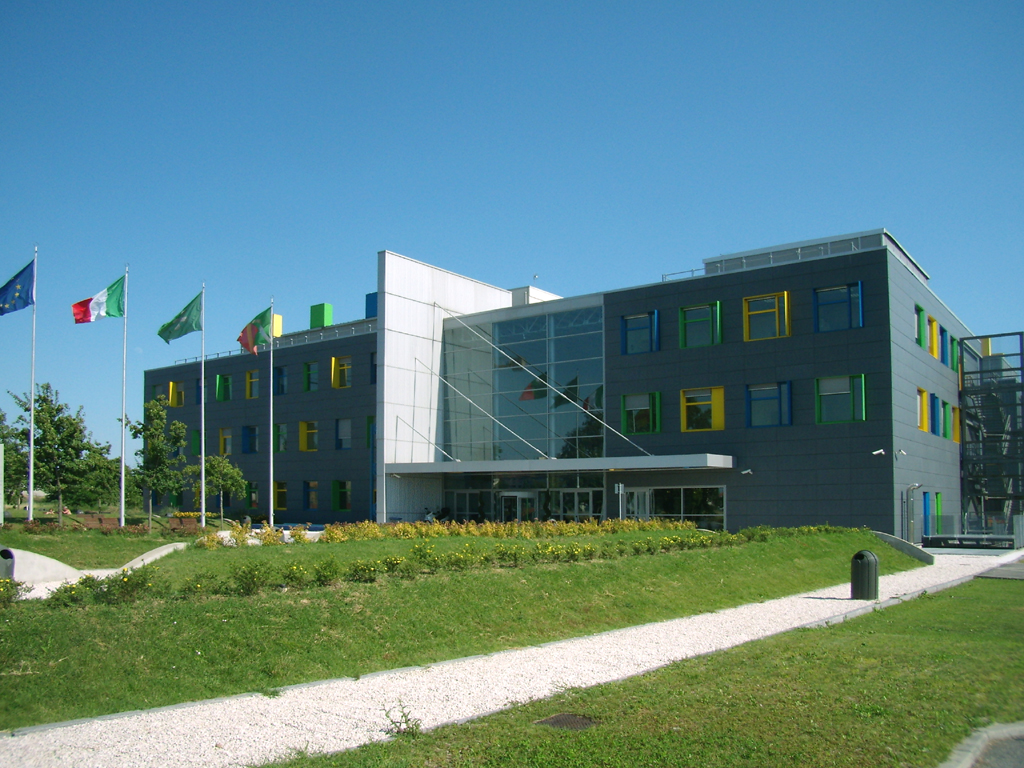
L'ingresso del Parco Tecnologico Padano

Dal 2005 è attivo nel capoluogo un polo scientifico-universitario, composto dal Parco Tecnologico Padano e dal 2018 anche dalla nuova sede della facoltà di Veterinaria dell'università degli Studi di Milano progettata dall'archistar giapponese Kengo Kuma.
Il Parco Tecnologico Padano è uno dei più importanti centri di ricerca a livello europeo nel campo delle biotecnologie agroalimentari.
Il polo dell'università degli Studi di Milano comprende un ospedale veterinario per grandi animali, costituito da strutture didattiche e cliniche per equini, bovini, suini, ovini e caprini, accanto al quale si trova un centro zootecnico didattico-sperimentale. Ha inoltre sede in città il Centro di Ricerca per le Produzioni Foraggere e Lattiero-Casearie, nato dall'accorpamento dell'Istituto Sperimentale per le Colture Foraggere – retto dal 1948 al 1976 dall'illustre agronomo Giovanni Haussmann – con l'Istituto Sperimentale Lattiero-Caseario e l'Istituto Sperimentale per la Zootecnia dei Bovini da Latte.
Sempre nel capoluogo è attivo anche il corso di laurea in costruzioni e gestione del territorio organizzato dall'università degli Studi di Modena e Reggio Emilia in collaborazione con l'università degli Studi della Repubblica di San Marino.

### Musei
Tra i musei principali della provincia:

#### Musei a Lodi

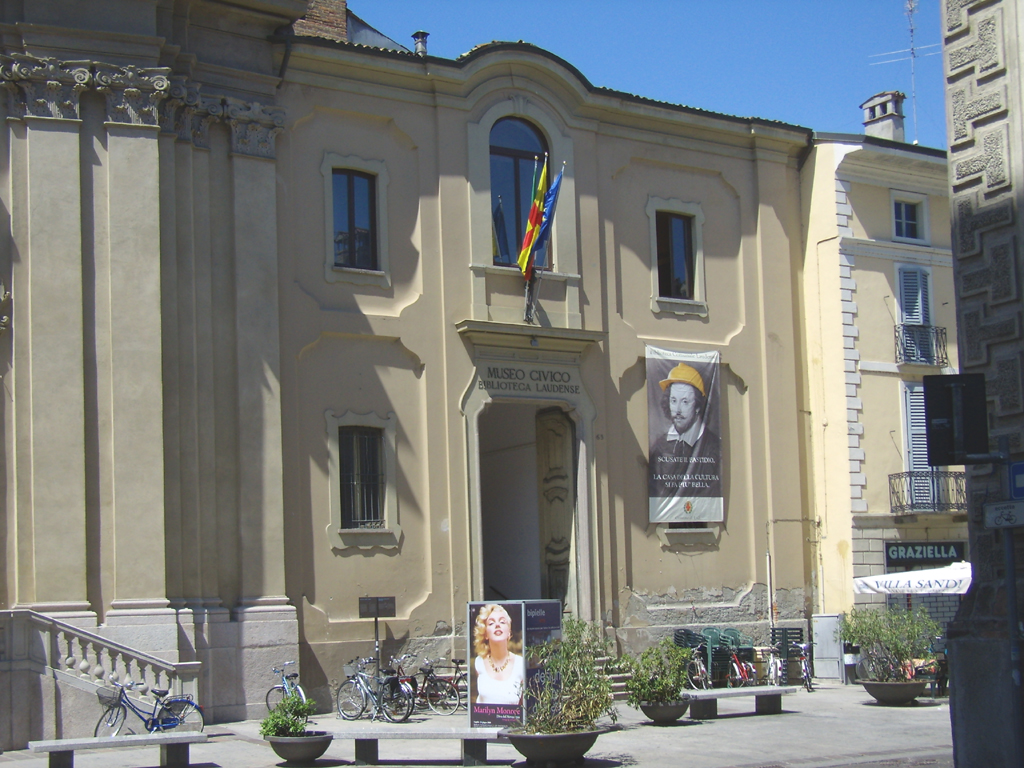
La facciata del museo civico di Lodi

- Museo Civico, ospitato dal 1876 nell'ex convento adiacente alla chiesa di San Filippo, conserva numerose opere del lodigiano Callisto Piazza, ma anche due importanti dipinti di Francesco Hayez[98] È presente inoltre una sezione archeologica che custodisce numerosi reperti provenienti da Laus Pompeia, una sezione risorgimentale e l'importante sezione della ceramica, elemento classico dell'artigianato locale.
- Collezione anatomica Paolo Gorini che raccoglie 166 preparazioni anatomiche prodotte dallo scienziato Paolo Gorini, noto preparatore di cadaveri, tra il 1842 e il 1881, donate dagli eredi all'Ospedale Maggiore di Lodi[99].
- Museo di scienze naturali, nato nel 1850 come museo del Collegio di Santa Maria degli Angeli di Monza, diretto dai Barnabiti[100]. Chiusa la scuola all'inizio nel 1884, gran parte del materiale passa al collegio lodigiano[100]. Nel 1996 l'apertura, prima riservata ai soli studenti del collegio, viene estesa a tutti[100].
- Museo del tesoro del tempio dell'Incoronata, raccolta di oggetti liturgici legati alla storia del tempio Civico della Beata Vergine Incoronata[101], è stato inaugurato nel 1988 in occasione del 500º anniversario dell'edificazione del tempio.
- Museo diocesano di arte sacra, contiene dipinti, affreschi, sculture e paramenti liturgici provenienti dal patrimonio del vescovado e da varie parrocchie della diocesi; sono inoltre presenti alcuni reperti archeologici rinvenuti nel duomo di Lodi e numerose opere di oreficeria risalenti al Rinascimento, che un tempo facevano parte del cosiddetto "tesoro di san Bassiano"[102].
- Museo della stampa e stampa d'arte Andrea Schiavi, inaugurato nel giugno 2008 e dedicato ad Andrea Schiavi, raccoglie numerosissime macchine di vario genere. Nel museo si possono trovare diverse macchine come le stampatrici tipografiche, i torchi, le matrici e molte macchine da scrivere, comprese le monotype e le lynotipe.[103]

#### Musei in provincia

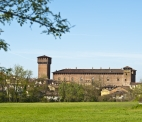
Il castello Bolognini, sede di tre musei a Sant'Angelo Lodigiano

- Musei del castello di Sant'Angelo Lodigiano: sono ospitati il museo Morando Bolognini che include mobili, dipinti e vasellame risalenti ad un arco di tempo tra il XVII e il XIX secolo, una biblioteca che contiene circa 2 000 volumi e un'armeria che raccoglie 500 pezzi di epoche e provenienze diverse[104], il museo della storia dell'agricoltura che racconta la storia dal Neolitico fino all'industrializzazione delle campagne[105] e il museo del pane, diviso in 5 sale monotematiche dedicate a cereali, le procedura per la creazione del pane, forme di pani, macchinari necessari per la produzione e parte burocratica (tasse, regolamenti e disposizioni governative)[106].
- Museo della Civiltà Contadina "Ciòca e berlòca" a Cavenago d'Adda, ospita oltre quattromila pezzi riguardanti la vita lungo il corso dell'Adda e le tradizionali attività agricole (coltura della vite, bachicoltura, artigianato agricolo, produzione del latte), nonché forme di folclore e religiosità popolare[107].
- Museo storico della basilica di Sant'Angelo Lodigiano, allestito all'interno della basilica, include reperti risalenti tra il XVII secolo e i primi del novecento, interessanti per la varietà delle tecniche e dei materiali utilizzati[108].
- Raccolta d'arte Carlo Lamberti a Codogno, nata dal lascito testamentario di Carlo Lamberti, raccoglie 122 tra dipinti, acquerelli, disegni e sculture dal XVI secolo fino all'arte contemporanea. Sono ospitate opere di autori come Giuseppe Novello, Enrico Groppi, Alessandro Bertamini, Giorgio Belloni, e Tranquillo Cremona[109].

### Cucina

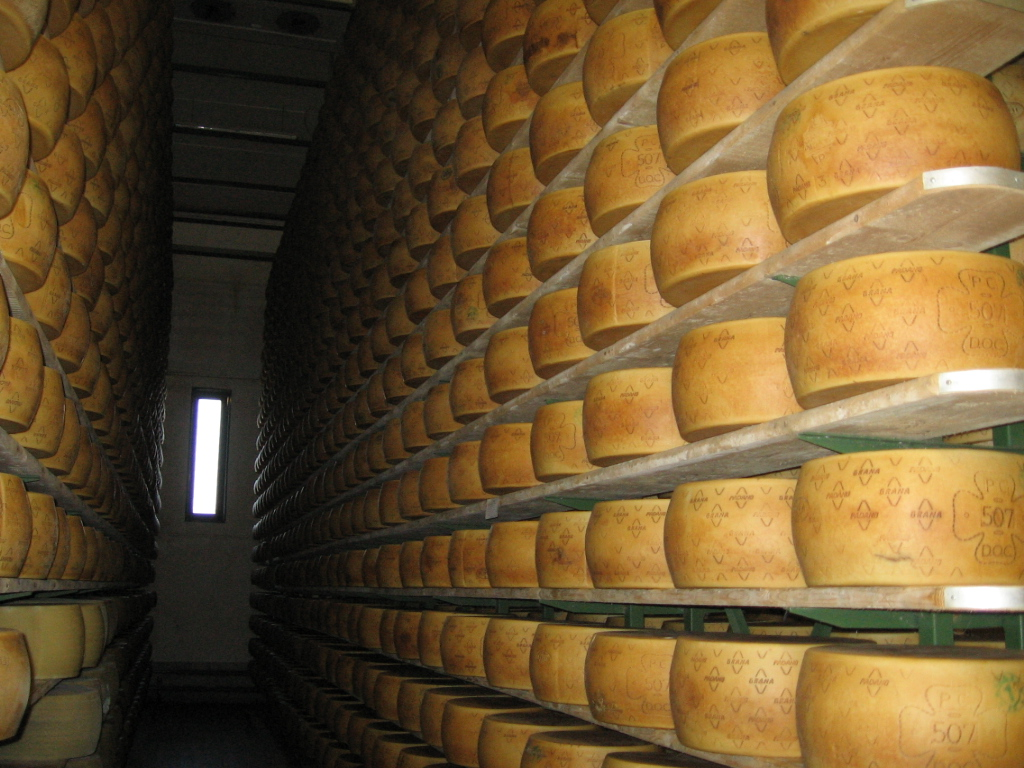
Forme di Grana Padano

La gastronomia lodigiana è prevalentemente caratterizzata dai prodotti caseari. Il più rinomato tra i formaggi locali è il Grana Padano DOP, che nella sua migliore produzione prende il nome di Granone Lodigiano PAT. Il Granone, in particolare, è considerato il «capostipite» di tutti i formaggi grana: un tempo era di colore giallo, in quanto alla pasta veniva aggiunto dello zafferano; inoltre, non venendo pressato, durante la stagionatura espelle siero, formando la caratteristica «lacrima». Le forme giovani vengono tagliate a metà e raschiate con un apposito attrezzo: mediante questa tecnica si ottengono delle sfoglie sottilissime, note come raspadüra. Altri formaggi tipicamente lodigiani sono il mascarpone PAT e il pannerone PAT, entrambi preparati con la panna. Frittate, zuppe e insaccati di maiale rappresentano le altre specialità; esistono anche numerosi dolci tipici, quali la Tortionata PAT, gli Amaretti Fanfullini e gli Gnam-gnam.

## Geografia antropica

### Comuni
Appartengono alla provincia di Lodi i seguenti 60 comuni:
- Abbadia Cerreto
- Bertonico
- Boffalora d'Adda
- Borghetto Lodigiano
- Borgo San Giovanni
- Brembio
- Casaletto Lodigiano
- Casalmaiocco
- Casalpusterlengo
- Caselle Landi
- Caselle Lurani
- Castelgerundo
- Castelnuovo Bocca d'Adda
- Castiglione d'Adda
- Castiraga Vidardo
- Cavenago d'Adda
- Cervignano d'Adda
- Codogno
- Comazzo
- Cornegliano Laudense
- Corno Giovine
- Cornovecchio
- Corte Palasio
- Crespiatica
- Fombio
- Galgagnano
- Graffignana
- Guardamiglio
- Livraga
- Lodi
- Lodi Vecchio
- Maccastorna
- Mairago
- Maleo
- Marudo
- Massalengo
- Meleti
- Merlino
- Montanaso Lombardo
- Mulazzano
- Orio Litta
- Ospedaletto Lodigiano
- Ossago Lodigiano
- Pieve Fissiraga
- Salerano sul Lambro
- San Fiorano
- San Martino in Strada
- San Rocco al Porto
- Sant'Angelo Lodigiano
- Santo Stefano Lodigiano
- Secugnago
- Senna Lodigiana
- Somaglia
- Sordio
- Tavazzano con Villavesco
- Terranova dei Passerini
- Turano Lodigiano
- Valera Fratta
- Villanova del Sillaro
- Zelo Buon Persico

#### Comuni più popolosi
Di seguito è riportata la lista dei dieci principali comuni della provincia di Lodi ordinati per numero di abitanti:
| Pos. | Stemma | Comune di                | Popolazione (ab) | Superficie (km²) | Densità (ab/km²) | Altitudine (m s.l.m.) |
| ---- | ------ | ------------------------ | ---------------- | ---------------- | ---------------- | --------------------- |
| 1°   |        | Lodi                     | 45 372           | 41.43            | 1068             | 87                    |
| 2°   |        | Codogno                  | 15 868           | 20.86            | 753.5            | 58                    |
| 3°   |        | Casalpusterlengo         | 15 236           | 25.6             | 597.5            | 60                    |
| 4°   |        | Sant'Angelo Lodigiano    | 13 279           | 20               | 668              | 73                    |
| 5°   |        | Lodi Vecchio             | 7 532            | 16               | 463              | 82                    |
| 6°   |        | Zelo Buon Persico        | 6 860            | 18               | 379.5            | 95                    |
| 7°   |        | Tavazzano con Villavesco | 6 125            | 16               | 380              | 82                    |
| 8°   |        | Mulazzano                | 5 768            | 15               | 383.5            | 91                    |
| 9°   |        | Castiglione d'Adda       | 4 659            | 13.11            | 376              | 60                    |
| 10°  |        | Massalengo               | 4 560            | 8.48             | 537.74           | 76                    |

Il comune meno abitato è Maccastorna, paese di soli 59 abitanti.

### Unioni di comuni
In provincia di Lodi sono presenti tre unioni di comuni che raggruppano complessivamente undici comuni:
- Unione Nord Lodigiano, composta da cinque comuni: Casalmaiocco, Cervignano d'Adda, Merlino, Tavazzano con Villavesco e Zelo Buon Persico[114].
- Unione di Comuni Lombarda Oltre Adda Lodigiano, composta da quattro comuni: Abbadia Cerreto, Boffalora d'Adda, Corte Palasio e Crespiatica[115].
- Unione lodigiana Grifone, composta da due comuni: Casaletto Lodigiano e Caselle Lurani[116].

## Economia

### Agricoltura e allevamento
L'agricoltura e l'allevamento sono di fondamentale importanza per il lodigiano fin dal Medioevo. A testimonianza di quanto il settore primario sia tuttora significativo, i dati del quinto censimento generale dell'agricoltura dell'ottobre 2000 riferiscono di 1 786 aziende nel territorio della provinciale che producono prevalentemente mais (47% della superficie agricola utilizzata) e foraggi (24% della SAU).
Per garantire e promuovere le eccellenze del settore, oltre che tutelare l'ambiente, il benessere degli animali e la salute dei consumatori, nel 2004 è stato fondato il comitato del marchio "Lodigiano Terra Buona".

### Industria e artigianato
Tra Montanaso Lombardo e Tavazzano con Villavesco, sorge una grande centrale termoelettrica di proprietà della EPH, alimentata a gas naturale. La centrale, con una potenza installata di 1740 MW, è una delle più importanti d'Italia e conta 120 dipendenti. Il primo nucleo, realizzato nel 1952 nell'ambito del piano Marshall, fu inaugurato da Enrico Mattei e dal presidente del Consiglio Alcide De Gasperi; gli impianti sono stati attivati in diversi scaglioni tra il 2002 e il 2010. La centrale preleva l'acqua di raffreddamento dal canale Muzza, dal canale Belgiardino e dal fiume Adda.
Le industrie più sviluppate sono quella casearia (il Lodigiano è una delle 14 aree in cui è concentrata la produzione del Grana Padano) e quella artigianale, in particolare nei settori della ceramica e della cosmesi, settore in cui è attiva, presso il capoluogo Erbolario.

### Servizi
Nel capoluogo è presente un polo fieristico, in zona San Grato, inaugurato nel maggio 2009, dopo essere stato progettato una decina di anni prima ed aver subito un iter di realizzazione piuttosto lungo. Il centro era originariamente gestito dalla società Lodinnova partecipata da comune, provincia, camera di commercio e unione artigiani. Nell'ottobre 2016 la società Lodinnova è stata poi posta in liquidazione, con le strutture da trasferire al comune di Lodi che dovrà poi procedere alla loro vendita.
In provincia sono presenti alcuni poli logistici, favoriti dalla vicinanza con Milano e dalla presenza dell'autostrada A1 e della ferrovia Milano-Bologna, tra i quali il polo Milano Sud di Secugnago, inaugurato nel 2009 e gestito da Federtrasporti, quello di Somaglia, dove sono presenti il polo TyreCity dedicato a stoccaggio e movimentazione degli pneumatici e Lidl.

### Turismo
Tra il 1999 il 2018, anno del suo scioglimento, il capoluogo ha fatto parte del circuito delle città d'arte della Pianura Padana. Oltre al turismo culturale, particolarmente importante è quello naturalistico, in virtù anche dell'efficiente rete ciclabile che dal capoluogo si diparte in tutto il territorio. Il turismo enogastronomico si concentra soprattutto nei mesi compresi fra ottobre e dicembre, durante i quali – a partire dal 1988 – si svolge la «rassegna gastronomica del Lodigiano».

## Infrastrutture e trasporti

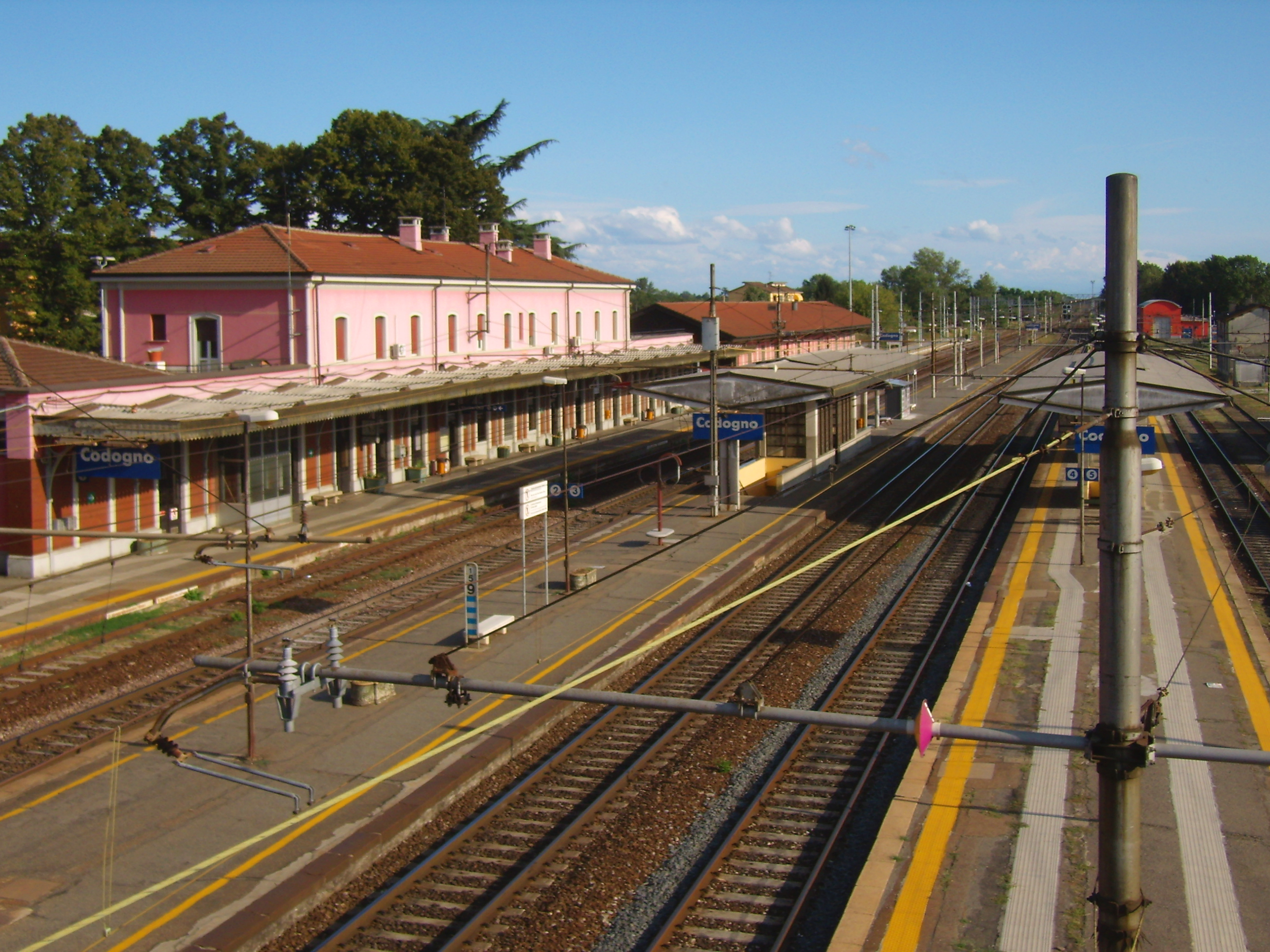
La stazione di Codogno

La provincia di Lodi è attraversata da una strada statale: la strada Statale 9 Via Emilia che unisce Milano a Rimini, da cui si dirama la tangenziale est del capoluogo, inaugurata nel 2001. Altre strade in passato statali ed ora passate in capo alla provincia sono la strada statale 234 Codognese, la strada statale 235 di Orzinuovi, la strada statale 412 della Val Tidone, la strada statale 415 Paullese, la strada statale 472 Bergamina e la strada statale 591 Cremasca.
La provincia è attraversata anche da due autostrade: l'A1 Milano-Napoli sulla quale sono posti i caselli di Lodi, Casalpusterlengo - Ospedaletto Lodigiano e Basso Lodigiano, posto in comune di Guardamiglio, e dalla tangenziale est esterna di Milano sulla quale non sono tuttavia posti caselli in territorio lodigiano.

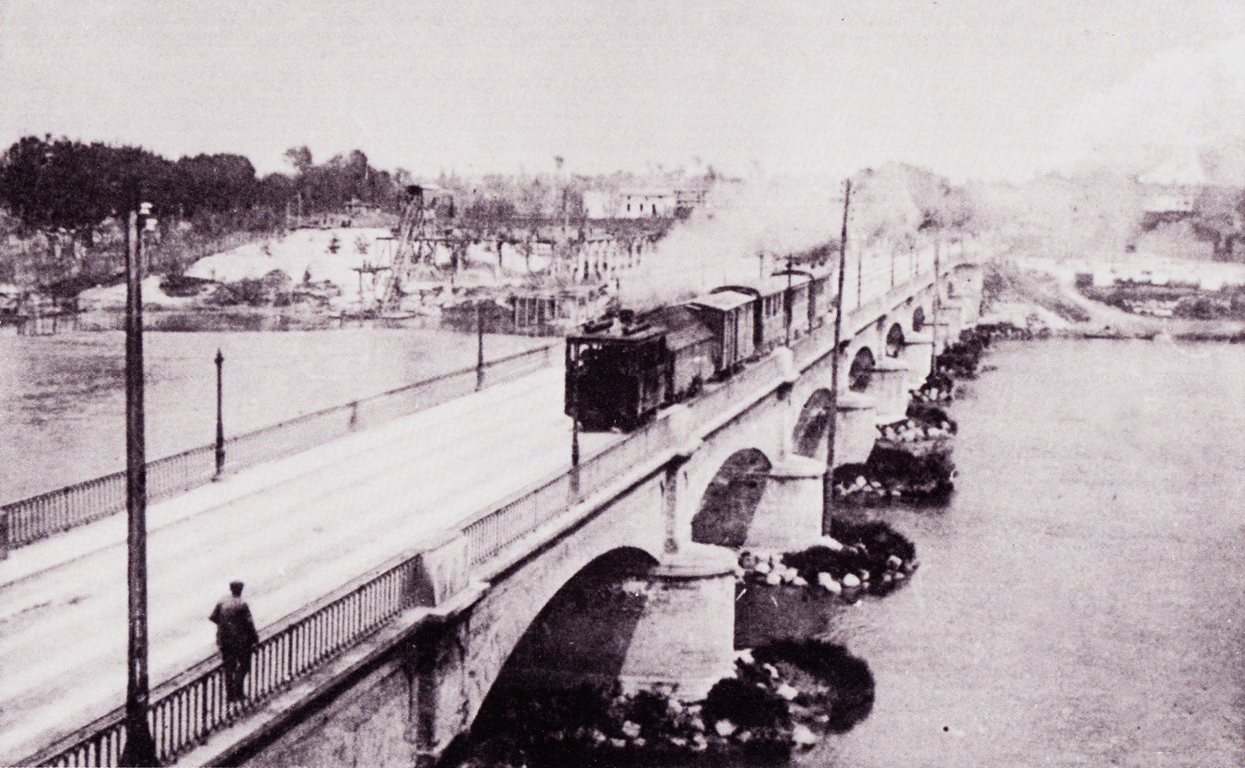
Un convoglio tranviario a vapore percorre il ponte sull'Adda a Lodi

I principali nodi ferroviari sono la stazione del capoluogo, posta sulla ferrovia Milano-Bologna e la stazione di Codogno, posta sulla medesima tratta e sulla ferrovia Pavia-Cremona. La provincia è inoltre attraversata dalla linea ad alta velocità Milano-Bologna la quale non presenta però stazioni nella provincia.
Fra il 1880 e i primi decenni del Novecento, il capoluogo fu al centro di una vasta rete di tranvie extraurbane che comprendeva le linee Milano-Lodi, Lodi-Treviglio-Bergamo, Lodi-Sant'Angelo e Lodi-Crema-Soncino, nonché la linea di collegamento Melegnano-Sant'Angelo permettendo di collegare la città con i principali capoluoghi della Lombardia. Da Sant'Angelo partiva inoltre la linea per Pavia.
A partire dal 1924 il comune di San Rocco al Porto fu collegato alla rete tranviaria urbana a trazione elettrica di Piacenza. Le tranvie urbane furono soppresse nel 1955 e sostituite da autolinee gestite dalla società Auto Guidovie Italiane.

## Sport
La disciplina sportiva più seguita nel capoluogo è per tradizione l'hockey su pista. La principale squadra della città, l'Amatori Lodi, ha conquistato quattro scudetti, quattro Coppe Italia, due Supercoppe italiane, una Coppa di Lega, una Coppa delle Coppe e una Coppa CERS.
L'attività maggiormente praticata nella provincia è il calcio: la società cittadina Fanfulla fu protagonista nel campionato di Serie B tra gli anni trenta e gli anni cinquanta, conquistando poi nel 1984 una Coppa Italia di Serie C. In provincia altre due compagini possono vantare trascorsi in campionati nazionali: il Codogno, arrivato a disputare nel 1928-1929 la Prima Divisione, all'epoca secondo livello del calcio italiano e con un totale di dodici partecipazioni a campionati di terzo livello (l'ultima nella Serie C 1947-1948) e il Sant'Angelo che vanta una partecipazione ad un campionato di secondo livello (la Seconda Divisione 1921-1922 e tredici complessive partecipazioni a campionati di Serie C (l'ultima nella Serie C2 1983-1984).
Nel basket la provincia di Lodi è rappresentata dall'Unione Cestistica Casalpusterlengo che ha disputato per complessive quattro stagioni nel secondo campionato italiano, prima di trasferire a partire dalla stagione 2016-2017 la sede di gioco al PalaBanca di Piacenza a causa dell'inadeguatezza del PalaCampus di Codogno, pur mantenendo la sede a Casalpusterlengo.
La squadra di pallavolo più importante del lodigiano è stata il Volleyball Club Lodi, che nella stagione 2003-2004 ha militato nel campionato di Serie A2 femminile. Nell'estate del 2004 due imprenditori siciliani acquistarono la società, allestendo una formazione molto competitiva con l'obiettivo dichiarato della promozione nella massima categoria: la squadra era composta da numerose atlete di riconosciuto valore internazionale, tra le quali l'azzurra Maurizia Cacciatori. Tuttavia, prima dell'inizio del campionato, un'ispezione della Guardia di Finanza riscontrò gravi irregolarità nella gestione della società, decretandone di fatto lo scioglimento.
Nel baseball le squadre principali sono l'Old Rags Baseball Club di Lodi, fondato nel 1966. Nel 1980 vinse il campionato di Serie A2, militando poi per tre stagioni nella massima categoria nazionale. Dopo aver disputato nel 2012 il campionato di Serie A Federale, nel 2013 la squadra è ripartita dalla Serie C e il Codogno Baseball '67 che vanta uno scudetto di Serie A (conseguito nel 1976 quando la Serie A era il secondo livello del campionato) ed una presenza in massima serie, nel 2002 conclusasi con una retrocessione. Analogamente a quanto accaduto agli Old Rags, al termine della Serie A Federale 2013 la squadra si è ritirata ripartendo dalla Serie C.

### Fonti
1. ↑   A sorpresa Santantonio conquista la Provincia, su ilgiorno.it.
2. 1 2   Bilancio demografico mensile anno 2025 (dati provvisori), su demo.istat.it, ISTAT.
3. ↑  Decreto legislativo 6 marzo 1992, n. 251, in materia di "Istituzione della provincia di Lodi."
4. 1 2 3 4 5 6 7 8 9 10 11 12 13   Cenni storici della Provincia di Lodi, su provincia.lodi.it, Provincia di Lodi. URL consultato il 15 dicembre 2020.
5. ↑   Il paese, su comune.sanroccoalporto.lo.it. URL consultato il 12 dicembre 2018 (archiviato dall'url originale il 23 agosto 2020).
6. 1 2   Emanuele Dolcini, Quando a Caselle Landi spostarono il corso del Po, in Il Cittadino, 19 aprile 2012.
7. ↑   La collina di San Colombano - Biodiversità e fruibilità del territorio (PDF), Parco della Collina di San Colombano al Lambro, 2014,  pp. 6-7. URL consultato il 15 dicembre 2020.
8. ↑   Il paesaggio fluviale: ambienti d'acqua e laboratori in natura, su agenda21.provincia.lodi.it, Provincia di Lodi (archiviato dall'url originale il 18 gennaio 2012).
9. ↑  Bassi, Storia di Lodi, p. 48.
10. 1 2   Storia, su diocesi.lodi.it, Diocesi di Lodi.
11. 1 2   Stazione meteorologica di Lodi: tabella climatica, Agenzia nazionale per le nuove tecnologie, l'energia e lo sviluppo economico sostenibile.
12. ↑   Approfondimento scientifico sui venti padani, Regione Lombardia.
13. ↑   Programma di Previsione e Prevenzione – Rischio Idraulico (PDF), Provincia di Lodi,  p. 16 (archiviato dall'url originale il 6 giugno 2006).
14. ↑  Anceschi, p. 21.
15. ↑  Novesconi, pp. 49-50.
16. ↑  Novesconi, pp. 69-70.
17. ↑  Vignati, p. 700.
18. ↑  Vignati, p. 695.
19. ↑   Lo Stemma Comunale, su comune.codogno.lo.it, Comune di Codogno. URL consultato il 21 aprile 2022 (archiviato dall'url originale il 28 giugno 2022).
20. ↑   Diego Scotti, Codogno volta le spalle a Lodi. 9 cittadini su 10 contrari alla nuova Provincia, in Corriere della Sera, 2 giugno 1992,  p. 47 (archiviato dall'url originale il 5 giugno 2015).
21. ↑   Storia e attualità, su www.comune.lodi.it. URL consultato il 6 dicembre 2024.
22. ↑   Mario Borra e Laura De Benedetti, Cornovecchio rifiuta il matrimonio Maleo dice ‘sì’, ma votano in pochi, in Il Giorno, 16 novembre 2015. URL consultato il 15 dicembre 2020.
23. ↑   Risultati del referendum "fusione comuni di Camairago e Cavacurta" (PDF) [collegamento interrotto], su comune.cavacurta.lo.it.
24. ↑   Province della Lombardia, su rbvex.it.
25. 1 2   Stemma Provincia di Lodi, su comuni-italiani.it. URL consultato il 17 novembre 2016.
26. ↑  Ambreck et al., p. 142.
27. 1 2  Ambreck et al., p. 143.
28. ↑  Bottini et al., p. 36.
29. ↑  Bassi, Storia di Lodi, p. 60.
30. ↑  Bottini et al., p. 68.
31. ↑  Ambreck et al., p. 148.
32. 1 2  Galuzzi, sezione 3 – L'Incoronata.
33. ↑  Bottini et al., pp. 68-69.
34. ↑   Elisabetta Ferrario, Oratorio di San Biagio, su lombardiabeniculturali.it, 14 ottobre 2016. URL consultato il 15 dicembre 2020.
35. ↑   Micol Dell'Orto, Chiesa di S. Biagio e della Beata Vergine Immacolata, su lombardiabeniculturali.it, 14 ottobre 2016.
36. 1 2  Galuzzi, sezione 2 – Il Broletto.
37. ↑  Bottini et al., p. 50.
38. 1 2 3  Galuzzi, sezione 7 – Palazzo Mozzanica.
39. ↑  Bottini et al., p. 53.
40. ↑  Agnelli, p. 288.
41. ↑  Ambreck et al., p. 157.
42. ↑   Percorsi turistici, su comune.lodi.it, Comune di Lodi (archiviato il 23 luglio 2012).
43. ↑  Galuzzi, sezione 12 – La Lodi moderna.
44. ↑   Alberto Belloni, Gattuso a Lodi per registrare il nuovo spot della Vodafone, in Il Cittadino, 27 luglio 2007,  p. 15.
45. ↑   Micol Dell'Orto, Villa Biancardi - Struttura, su lombardiabeniculturali.it, 14 ottobre 2016. URL consultato il 15 dicembre 2020.
46. ↑   Villa Biancardi, su centrocultura.it, 2 dicembre 2016. URL consultato il 15 dicembre 2020 (archiviato il 2 dicembre 2016). centrocultura.weblight.it
47. ↑   Storia, su villalitta.it. URL consultato il 15 dicembre 2020.
48. ↑   Villa Pertusati, Comazzo (LO), su lombardiabeniculturali.it.
49. ↑   Francesco Croce, in Treccani.it – Enciclopedie on line, Roma, Istituto dell'Enciclopedia Italiana.
50. ↑  Bassi, Storia di Lodi, p. 47.
51. ↑   Maccastorna (Lodi): il borgo del castello misterioso, su mondodelgusto.it. URL consultato il 15 dicembre 2020.
52. ↑   Maleo, castello Trecchi, su studiovimercati.com (archiviato dall'url originale il 2 dicembre 2016).
53. ↑   Il castello, su castellobolognini.it. URL consultato il 15 dicembre 2020.
54. ↑   Polo culturale museo Laus Pompeia, Area archeologica, ex Conventino – Lodi Vecchio, su museilodi.it. URL consultato il 15 dicembre 2020.
55. ↑   Riserva Regionale Adda Morta, su parks.it. URL consultato il 15 dicembre 2020.
56. 1 2   Centro visite di Castiglione d'Adda, su parcoaddasud.it. URL consultato il 15 dicembre 2020.
57. ↑   Dove Siamo, su parcoaddasud.it (archiviato dall'url originale il 19 agosto 2017).
58. ↑   Centro parco di Villa Pompeiana, su parcoaddasud.it. URL consultato il 15 dicembre 2020.
59. 1 2 3   Centro Ricreativo Belgiardino, su turismo.provincia.lodi.it, Provincia di Lodi (archiviato dall'url originale il 25 aprile 2012).
60. ↑   Caterina Belloni, Un «Belgiardino» per le ferie in città, in Corriere della Sera, 10 luglio 2002,  p. 51.
61. ↑  Ambreck et al., p. 144.
62. 1 2   La Foresta di Pianura, su biodiversipedia.it, Provincia di Lodi – Parco Tecnologico Padano (archiviato dall'url originale il 5 novembre 2015).
63. ↑   L'idea e il progetto, su biodiversipedia.it, Provincia di Lodi – Parco Tecnologico Padano (archiviato dall'url originale il 5 novembre 2015).
64. ↑   La foresta ritorna in pianura (PDF), su inter-wood.net, Interwood – La rete delle associazioni dei proprietari dei boschi di pianura, 27 maggio 2005,  p. 3 (archiviato dall'url originale l'11 gennaio 2012).
65. ↑   Il territorio, su parcodellacollinadisancolombano.it. URL consultato il 15 dicembre 2020 (archiviato dall'url originale il 19 giugno 2021).
66. ↑   Il fiume Tormo, su provincia.bergamo.it. URL consultato il 15 dicembre 2020.
67. ↑   Riserva Naturale Monticchie, su comune.somaglia.lo.it. URL consultato il 19 gennaio 2024 (archiviato dall'url originale il 19 gennaio 2024).
68. ↑   Elaborazione su dati Istat, su comuni-italiani.it. URL consultato il 18 novembre 2016.
69. ↑   Popolazione provincia di Lodi (2001-2022) Grafici dati ISTAT, su Tuttitalia.it. URL consultato il 27 novembre 2024.
70. 1 2   Cittadini stranieri secondo Demo Istat 2019, su demo.istat.it. URL consultato il 16 dicembre 2020.
71. ↑  Percentuale approssimata.
72. ↑   Il dialetto lodigiano, su dialettolodigiano.it. URL consultato il 16 dicembre 2020.
73. ↑   Dialetto piacentino, su parlummpiasintein.it, Comune di Piacenza. URL consultato il 5 luglio 2019 (archiviato dall'url originale il 16 maggio 2022).
74. ↑   Vicariati e unità pastorali, su diocesi.lodi.it. URL consultato il 16 dicembre 2020.
75. ↑   Dipartimenti, su asst-lodi.it. URL consultato il 16 dicembre 2020.
76. ↑   Qualità della vita 2004 (PDF), su comune.bologna.it, Il Sole 24 Ore, 20 dicembre 2004. URL consultato l'11 ottobre 2009.
77. ↑   Ornello Vitali, Rapporto 2004 sulla qualità della vita in Italia (PDF), su comune.bologna.it, Italia Oggi, 10 dicembre 2004,  p. 3. URL consultato l'11 ottobre 2009.
78. ↑   Qualità della vita 2005 (PDF), su comune.bologna.it, Il Sole 24 Ore, 19 dicembre 2005. URL consultato l'11 ottobre 2009.
79. ↑   Rapporto 2005 sulla qualità della vita in Italia (PDF), su comune.bologna.it, Italia Oggi, dicembre 2005,  p. 3. URL consultato l'11 ottobre 2009.
80. ↑   Qualità della vita 2006 (PDF), su comune.bologna.it, Il Sole 24 Ore, 18 dicembre 2006. URL consultato l'11 ottobre 2009.
81. ↑   Cristina Bartelli, Rapporto 2006 sulla qualità della vita in Italia (PDF), su comune.bologna.it, Italia Oggi, 31 dicembre 2006,  p. 1. URL consultato l'11 ottobre 2009.
82. ↑   Qualità della vita 2007, su ilsole24ore.com, Il Sole 24 Ore. URL consultato l'11 ottobre 2009.
83. ↑   Gabriele Frontoni, Rapporto 2007 sulla qualità della vita in Italia (PDF), su comune.bologna.it, Italia Oggi, 10 dicembre 2007,  p. 1. URL consultato l'11 ottobre 2009.
84. ↑   Qualità della vita 2008, su ilsole24ore.com, Il Sole 24 Ore. URL consultato l'11 ottobre 2009 (archiviato dall'url originale il 13 agosto 2011).
85. ↑   Cristina Bartelli, Rapporto 2008 sulla qualità della vita in Italia (PDF), su comune.bologna.it, Italia Oggi, 8 dicembre 2008,  p. 1. URL consultato l'11 ottobre 2009.
86. ↑   Qualità della vita 2009, su ilsole24ore.com, Il Sole 24 Ore, 19 dicembre 2009. URL consultato il 19 dicembre 2009.
87. ↑   Ma per "Italia Oggi" tutto ok: il territorio è in miglioramento, in Il Cittadino, 21 gennaio 2009,  p. 9.
88. ↑   Parco Tecnologico Padano, su visitlodi.it, Provincia di Lodi. URL consultato il 16 dicembre 2020.
89. ↑   Sito ufficiale, su ptp.it, Parco Tecnologico Padano. URL consultato il 16 dicembre 2020.
90. ↑   Polo universitario veterinario di Lodi, su unimi.it, Università degli Studi di Milano. URL consultato il 16 dicembre 2020.
91. ↑   Massimo Miato, Speciale parchi tecnologici: Parco Tecnologico Padano (PDF), su apsti.it, Associazione Parchi Scientifici e Tecnologici Italiani, 23 settembre 2008 (archiviato dall'url originale il 4 marzo 2016).
92. ↑   Davide Ederle, Bovini, senza segreti i 22mila geni, in Agrisole, 5 maggio 2009.
93. ↑   Ospedale veterinario universitario, su ospedaleveterinario.unimi.it, Università degli Studi di Milano. URL consultato il 16 dicembre 2020.
94. ↑   Centro zootecnico didattico sperimentale, su ccvzs.unimi.it, Università degli Studi di Milano. URL consultato il 16 dicembre 2020 (archiviato dall'url originale il 22 giugno 2022).
95. ↑  Ongaro, p. 13.
96. ↑   Centro di Ricerca per le Produzioni Foraggere e Lattiero-Casearie, su sito.entecra.it, Consiglio per la Ricerca in Agricoltura (archiviato dall'url originale l'11 novembre 2015).
97. ↑   Cristina Vercellone, Laurea per geometri, oggi pomeriggio parte il corso del Bassi, in Il Cittadino, 16 novembre 2016,  p. 10.
98. ↑  Galuzzi, sezione 5 – Il Museo Civico.
99. ↑   Collezione anatomica Paolo Gorini, su museilodi.it, Provincia di Lodi. URL consultato il 16 dicembre 2020.
100. 1 2 3   Museo di scienze naturali del Collegio San Francesco, su museilodi.it, Provincia di Lodi.
101. ↑   Museo dell'Incoronata, su museilodi.it, Provincia di Lodi. URL consultato il 16 dicembre 2020.
102. ↑   Museo diocesano d'arte sacra, su museilodi.it, Provincia di Lodi. URL consultato il 16 dicembre 2020.
103. ↑   Sito ufficiale, su museostampa.org. URL consultato il 21 maggio 2013.
104. ↑   Museo Morando Bolognini, su castellobolognini.it. URL consultato il 16 dicembre 2020.
105. ↑   Museo di Storia dell'agricoltura, su castellobolognini.it. URL consultato il 16 dicembre 2020.
106. ↑   Museo del pane, su castellobolognini.it. URL consultato il 16 dicembre 2020.
107. ↑   Museo della Civiltà Contadina "Ciòca e berlòca" Cavenago d'Adda, su museilodi.it. URL consultato il 16 dicembre 2020.
108. ↑   Museo Storico Artistico della Basilica – Sant’Angelo Lodigiano, su museilodi.it. URL consultato il 16 dicembre 2020.
109. ↑   Raccolta d'arte Carlo Lamberti, su museilodi.it. URL consultato il 16 dicembre 2020.
110. 1 2   Carta d'identità, su granapadano.com, Consorzio per la tutela del formaggio Grana Padano (archiviato dall'url originale il 15 agosto 2010).
111. 1 2 3 4   Elenco dei prodotti agroalimentari tradizionali della Regione Lombardia (PDF), su buonalombardia.regione.lombardia.it, Regione Lombardia. URL consultato il 16 dicembre 2020.
112. 1 2   Granone Lodigiano e Raspadüra, su saporetipico.it, http://www.saporetipico.it. URL consultato il 16 dicembre 2020.
113. ↑   Terminata la BIT 2007, su turismo.provincia.lodi.it, Provincia di Lodi, 26 febbraio 2007 (archiviato dall'url originale il 18 gennaio 2012).
114. ↑   Atto costitutivo Unione nord Lodigiano (PDF), su unionenordlodigiano.it. URL consultato il 16 dicembre 2020.
115. ↑   Statuto Unione Oltre Adda Lodigiano (PDF), su asp.urbi.it. URL consultato il 16 dicembre 2020 (archiviato dall'url originale il 14 febbraio 2022).
116. ↑   Statuto dell'Unione Lodigiana Grifone (PDF), su dait.interno.gov.it. URL consultato il 16 dicembre 2020.
117. ↑   Angelo Stroppa, Le risorse, su turismo.provincia.lodi.it, Provincia di Lodi (archiviato dall'url originale il 18 gennaio 2012).
118. ↑   Aziende agricole e superfici nella Provincia di Lodi (DOC), su agricoltura.provincia.lodi.it, Provincia di Lodi, 13 novembre 2000 (archiviato dall'url originale il 13 gennaio 2012).
119. ↑   Regolamento del marchio collettivo «Lodigiano Terra Buona» (PDF), su provincia.lodi.it, Provincia di Lodi, 23 febbraio 2004,  p. 2 (archiviato dall'url originale il 1º novembre 2016).
120. ↑   Lodigiano Terra Buona (PDF), su sviluppoeconomico.gov.it, Ministero dello sviluppo economico (archiviato il 1º novembre 2016).
121. 1 2   Alberto Belloni, Centrale E.On, clamorosa retromarcia, in Il Cittadino, 1º aprile 2010.
122. 1 2 3   Centrale termoelettrica Tavazzano e Montanaso, su eon-italia.com, E.ON Italia (archiviato dall'url originale il 27 giugno 2015).
123. ↑   Grande adesione alla mobilitazione contro le centrali [collegamento interrotto], su provincia.lodi.it, Provincia di Lodi, 15 novembre 2004.
124. ↑   La Storia, su erbolario.com, L'Erbolario – Lodi. URL consultato il 16 dicembre 2020.
125. 1 2   Un nuovo ente per rilanciare il polo di San Grato Il Broletto dice sì, in Il Giorno, 17 settembre 2010. URL consultato il 17 dicembre 2020.
126. ↑   Centro Fiere di San Grato, delineato il percorso di vendita, su comune.lodi.it. URL consultato il 17 dicembre 2020.
127. ↑   Polo logistico di Secugnago (Lodi): inaugurata la prima struttura, su euromerci.it, 17 dicembre 2009. URL consultato il 17 dicembre 2020.
128. ↑   Il “mosaico” sta prendendo forma: la Lidl avanza con i tempi giusti, in Il Cittadino, 21 aprile 2016 (archiviato dall'url originale il 20 dicembre 2016).
129. ↑   Caterina Belloni, Lodi tra le "città d'arte" del bacino del Po, in Corriere della Sera, 14 febbraio 1999,  p. 47.
130. ↑   Sito ufficiale, su circuitocittadarte.it, Città d'arte della Pianura Padana.
131. ↑   Le ciclovie lodigiane, su bicilodi.movimentolento.it. URL consultato il 17 dicembre 2020.
132. ↑   Rassegna Gastronomica del Lodigiano, su turismo.provincia.lodi.it, Provincia di Lodi (archiviato dall'url originale il 24 novembre 2007).
133. ↑   Sito ufficiale, su rassegnagastronomica.it, Rassegna Gastronomica del Lodigiano (archiviato dall'url originale il 15 settembre 2017).
134. ↑   Lodi, nuovo ponte sull'Adda. L'attesa è durata 26 anni, in Corriere della Sera, 15 novembre 2001 (archiviato dall'url originale il 1º gennaio 2016).
135. ↑   Strada provinciale (PDF), su provincia.lodi.it. URL consultato il 16 dicembre 2020.
136. ↑  Maurizio Meriggi, p. 114.
137. ↑  Ogliari, Sapi, pp. 395-397.
138. ↑   Stefano Blanchetti, Fenomeno Livramento, quando l'hockey a Lodi diventò sport di massa, in Il Cittadino, 14 agosto 2009.
139. ↑   Santi Urso, Benvenuti a Lodi, la capitale dell'hockey, in Corriere della Sera, 10 dicembre 2010,  p. 15.
140. ↑   Coppa Italia, Lodi dopo 33 anni, in La Gazzetta dello Sport, 24 novembre 2011,  p. 41.
141. ↑   Amatori Lodi: la storia, in Il Cittadino – Speciale Eurolega, 24 maggio 2012,  p. 7.
142. ↑   Paolo Virdi, «Lodi, fai festa. Questa Coppa è tutta nostra», in La Gazzetta dello Sport – Lombardia, 29 febbraio 2016,  p. 47.
143. ↑   Paolo Virdi, Colpo al Forte. Lodi conquista la Supercoppa, in La Gazzetta dello Sport, 25 settembre 2016,  p. 39.
144. ↑  Papagni e Maietti, pp. 14-67.
145. ↑   Inside the A2 Est – Assigeco: cambia il profilo, il parquet e… le ambizioni, in Basket Inside, 27 settembre 2016. URL consultato il 25 novembre 2016.
146. ↑   Diego Scotti, Volley, colpo di Lodi: Cacciatori lascia Tenerife e firma per la Pulcher, in Corriere della Sera, 20 giugno 2004,  p. 51 (archiviato dall'url originale il 21 novembre 2015).
147. ↑   Diego Scotti, Lodi, indagato per truffa il vertice del volley rosa, in Corriere della Sera, 17 settembre 2004,  p. 54 (archiviato dall'url originale il 15 ottobre 2013).
148. ↑   Storia – Old Rags Lodi, su oldragslodi.altervista.org, Old Rags Baseball Club. URL consultato il 17 dicembre 2020 (archiviato dall'url originale il 14 giugno 2021).
149. ↑   La storia della società, su baseballcodogno.it.